# Vera Cvetanović
Vera Cvetanović (Bratiševac, 17. april 1950. – ) je srpska književnica, pesnik za decu i odrasle, prozni pisac, autor stručne literature. Rođena je u selu Bratiševcu, u Opštini Babušnica.

## Školovanje
Osnovnu školu i Gimnaziju završila je u Babušnici, Višu pedagošku u Nišu, a Jugoslovensku književnost i srpski jezik studirala u Skoplju.

## Profesionalni rad
Svoj radni vek provela je u Osnovnoj školi "Despot Stefan Lazarević“ (ranije „Ivo Lola Ribar“) kao nastavnik srpskog jezika I književnosti u Babušnici. Danas živi radi i stvara u Babušnici i Nišu.
Vera je jedan od poznatih pesnika za decu (dosta pesama je komponovano za dečje muzičke festivale), pesnik za odrasle; stvaralac na narodnom jeziku (lužnička govorna varijanta prizrensko-timočkog dijalekta); učesnik  mnogih književnih manifestacija u Srbiji i inostranstvu.
Član je Udruženja književnika Srbije, Slovenske akademije književnosti i umetnosti; član Uredništva dečjeg časopisa „Vitez“, „Pedagoške prakse“. Vera Cvetanović je idejni tvorac dečjeg lista „Đačke iskre“ i „Male pesničke škole” pri OŠ „Despot Stefan Lazarević“ u Babušnici ; bila glavni i odgovorni urednik Radio Babušnice i urednik „Lužničkih novina“. U okviru Male pesničke škole priredila je pet zbornika dečjeg stvaralaštva.

## Dela
Poezija za decu
- “Teodora“ (2000) SKC , Niš,
- “Sunce u očima“ (2006,2007) Vitez, Beograd,
- “Brojanica od latica“ (2007) SKC , Niš,
- “Krilate ruke detinjstva “ (2008) SVEN , Niš,
- “Iza ovih čudnih vrata“ (2014) NKC , Niš,
- “Hajmo u čaroliju “ (2024) Dositej  , Gornji Milanovac,

Proza za decu
- “Pričaj mi, molim te “ (2019) SVICI  , Niš,

Poezija za odrasle
- “Nemirne vitice bršljana “ (1995) Mladi Grafičar   , Vlasotince,
- “S one strane duše  “ (1998) Dom kulture   , Babušnica,
- “Ogledalo zaprepašćenja  “ (2000) SKC , Niš,
- “Stvarnosti magnovenja “ (2001) SKC , Niš,
- “U zagrljaju Smaragda “ (2003) SKC  , Niš,
- “U ladovini pogleda “ (2007) Srpska knjiga , Ruma,
- “Magija nepokorenog plamena “ (2009) UK „Branko Miljković“, Niš,
- “Melodija oblaka “ (2010) Biblioteka Laureeati  , Ivanjica,
- “Posrtanje vetra “ (2012) SVICI , Niš,
- “Miris Magnolije “ (2014) ARTE , Beograd,
- “Na blistavim granama lire “ (2018) SVICI , Niš,
- “Ko mi dve oči teka je bilo “ (2021) Narodna biblioteka , Babušnica,
- “Odsev neizrečja “ (2022) ASizdavaštvo , Zvornik,
- “Odsjaj i odjek “ (2023) Ljubostinja  , Trstenik,

Proza za odrasle
- “Dragulji Lužnice “ (2014) Narodna biblioteka , Babušnica,
- “Dan posle “ (2016) NKC , Niš,

Priručnici za nastavu
- “Ja znam gramatiku “ (2010) Kuća knjige , Pirot,
- “Gramatika poučnica “ (2011) Kuća knjige , Pirot,

## Nagrade
Za književna ostvarenja i rad na polju kulture dobila  stotinak nagrada i priznanja, među kojima su:
- Godišnja nagrada Vasa Pelagić (Pedagoški pokret  Srbije i  Crne Gore – 2005);
- Povelja za životno dečje književno stvaralaštvo (UK „Branko Miljković“ Niš - 2006);
- Vukova povelja ( Pedagoši pokret  Srbije – 2007);
- Carica Teodora ( Miljkovićevi dani poezije, Niš – 2007),
- Druga nagrada na Konkursu „Dositej danas“ (Časopis Porodična pedagogija, Beograd – 2007);
- Povelja za izvanredan doprinos u afirmisanju pesničke reči i pesničkih susreta „Vesnino proleće“ (Veliki Drenovac – 2009);
- Prva nagrada na Konkursu za najlepšu pesmu ( KD  „Zapis“ Gornji Milanovac – 2  009);
- Prva nagrada na Konkursu za najlepšu ljubavnu pesmu (Ivanjica – 2010);
- Majstorsko pero za izuzean umetnički izraz i doprinos očuvanju srpske književne reči („Leonardo“ Vršac – 2011);
- Književna nagrada Milorad Cumbo ( KK „Sabornik“ Pert, Australija – 2014);
- Svetosavska povelja ( Opština Babušnica – 2015),
- Vitezova zlatna povelja ( Književni časopis za decu VITEZ i Beogradski festiuval pisaca za decu VITEZOVO PROLEĆE – 2015 );
- Druga nagrada za pesmu na temu vina (Kulturni centar Vlasotince – 2015);
- Treća nagrada na Konkursu „Preobraženjsko pojanje“ (Niš – 2016);
- Specijalna nagrade u Italiji ( Citta del Galateo, Galatone – 2017);
- Književna nagrada za najlepši ljubavni sonet (Klub umjetničkih duša Mrkonjić grad – 2018);
- Prva nagrada za najbolji rukopis Zbirke Odsev neizrečja ( ASizdavaštvo – 2022. );
- Prvo mesto na Konkursu za najlepšu pesmu namenjenu deci u 2023. godini (Fondacija „Prva knjiga za đaka prvaka – Grabovac);
- Prva nagrada na 10. Konkursu „Draganova nagrada 2024.“ Za najbolji putopis Udruženja građana „Snaga prijateljstva“ Amity Beograd i Portala Penzin.

## Kritika
O Verinom knjževnom stvaralšatvu (u  vidu recenzija, predgovora, pogovora, osvrta...), svoju reč dali su naši eminentni, poznati i priznati književnici i kulturni poslenici:  Pero Zubac, Matija Bećković, Ljubivoje Ršumović, Dobrica Erić, Moša Odalović, Milica Lilić, Ivan Cvetanović, Ljubica Prodanović, Miroslav Todorović, Ranko Pavlović, Radomir Andrić, Marija Jeftimijević Mihajlović, Milivoje Trnavac, Miljurko Vukadinović, Dragomir Ćulafić,  Milijan Despotović, Miroslav Kokošar, Pravdoljub Nikolić, Violeta Jović, Vlasta Cenić, Danijela Kostadinović, Dimitrije Milenković, Nedeljko Popadić, Dragana Lilić, Dragana pešić Glavašević, Jasna Milenović, Milosav Petrović, Slobodan Stojković.

## Spoljašnje veze
- Balkanin

- Bombagiu IT

- Asoglas Izdavaštvo - intervju

- Youtube - Intervju sa Verom Cvetanović

- Književna radionica Kordun

- OVR  POETRY ARHIVE TVESDAY

- MEDIJA CENTAR  016

- Zona plus - intervju Vera Cvetanovic